# Sakkarastenen
Sakkarastenen (engelska: South Saqqara Stone) är locket till sarkofagen för den antika egyptiska drottningen Ankhenesmerire vilken är inristad med en lista över faraonerna under Egyptens sjätte dynasti, från Teti till de tidiga åren av Pepi II:s regering. Den är i huvudsak en förteckning som registrerar händelser under varje år. Den återanvändes under antiken och många av dess ovärderliga inskriptioner har slitits ner och är nu nästan oläsliga.

## Upptäckt
Sakkarastenen hittades 1932–1933 i ett av fem förråd söder om drottning Iput II:s pyramid inom pyramidkomplexet för Pepi II vid Sakkara.

## Beskrivning
Den är tillverkad av basalt och är 243 cm × 92 cm × 20 cm. Den har tecken på båda sidor, men mycket av skriften är raderad och oläslig. Framsidan beskriver händelser under Teti, Userkare, Pepi I och Merenra I, medan baksidan beskriver andra delen av Merenra I:s styre och delar av Pepi II:s.

## Betydelse
Vikten av Sakkarastenen är beroende av dess inskriptioner: en lista på faraoner tillsammans med uppgifter om händelser som bekräftar uppgifter från andra källor (som till exempel Turinpapyrusen) och tillåter egyptologer och arkeologer att uppskatta längden på deras styren. Stenen anses vara ett av de tidigaste historiska dokument som existerar.

## Innehållet på stenen

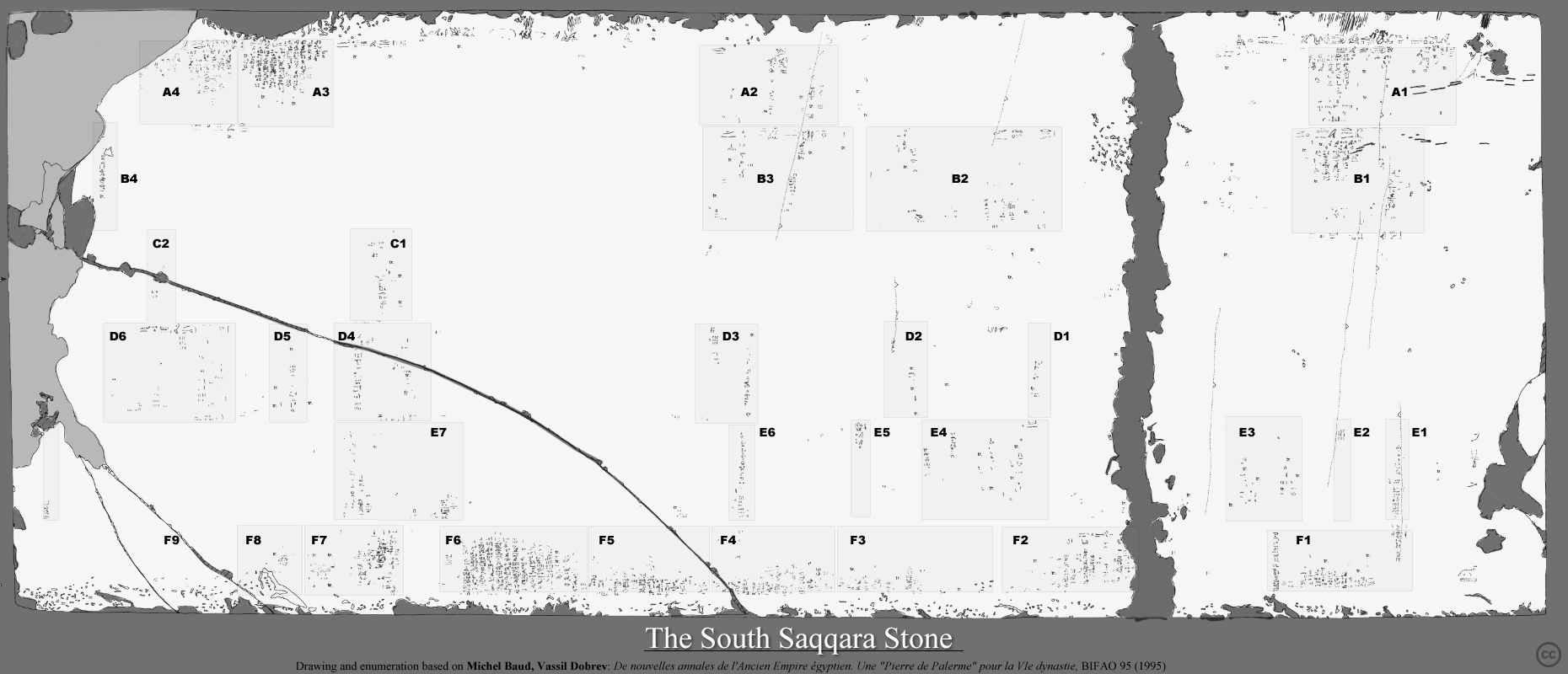
Teckning av Sakkarastenen

Stenen undersöktes noggrant 1995 av Michel Baud och Vassili Dobrev som delade in den i sex delar (A-F) med rutmönster som betecknar varje år. Framsidan tolkades enligt följande tabell:
| Ruta | Beskrivning                                                                        |
| ---- | ---------------------------------------------------------------------------------- |
| A1   | Teti: Tillträdesår, Nilflod 3 kubiter, 3 fingrar                                   |
| A2   |                                                                                    |
| A3   | Pepi I: tillverkning av statyer på Pepi I, underkuvande av Nubien.                 |
| A4   |                                                                                    |
| B1   |                                                                                    |
| B2   |                                                                                    |
| B3   |                                                                                    |
| B4   |                                                                                    |
| C1   |                                                                                    |
| C2   |                                                                                    |
| D1   |                                                                                    |
| D2   |                                                                                    |
| D3   |                                                                                    |
| D4   | Pepi I, "18:e räkningen" (36:e året)                                               |
| D5   |                                                                                    |
| D6   |                                                                                    |
| E1   |                                                                                    |
| E2   |                                                                                    |
| E3   |                                                                                    |
| E4   |                                                                                    |
| E5   |                                                                                    |
| E6   | Pepi I: År 44                                                                      |
| E7   | Pepi I: År 46-47, "året efter 23:e räkningen".                                     |
| E8   | Pepi I: År 49-50, "året (eller året efter) 25:e räkningen", sista året för Pepi I. |
| F1   | Merenra I: Är 1, "Året de två landen förenades" och "första räkningen"             |
| F2   | Merenra I: År 3                                                                    |
| F3   | Merenra I: År 5: "Året för 2:a räkningen"                                          |
| F4   |                                                                                    |
| F5   | Merenra I: Året efter "2:a räkningen"                                              |
| F6   | Merenra I: År 6(?), uppräkning av antal kreatur                                    |
| F7   |                                                                                    |
| F8   |                                                                                    |
| F9   |                                                                                    |